# Rellen in Jos 2001

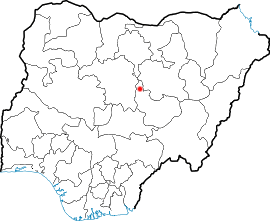
Ligging van Jos in Nigeria.

De rellen in Jos van 2001 waren religieuze rellen in de hoofdstad Jos van de Nigeriaanse deelstaat Plateau tussen christenen en moslims van 7 tot 17 september 2001. De achterliggende oorzaak was de benoeming van een islamitische politicus in het door christenen gedomineerde bestuur, de directe aanleiding was een straatincident enkele maanden later. Meer dan 1000 mensen werden gedood vanwege de conflicten. Het precieze aantal fatale slachtoffers bleef echter onhelder: de politie meldde 500 doden, het leger 5000. De rellen worden geschaard binnen het Shariaconflict in Nigeria dat al sinds 1999 woedde.

## Oorzaken en aanleiding
De onrust begon al in juni 2001, toen in plaats van een inheemse christen een Hausa-Fulani-moslim een federale overheidsfunctie in Jos kreeg (Alhaji Moektar Mohammed als de lokale coördinator van het federale armoedebestrijdingsprogramma in Nigeria). Christelijke leiders en groepen lieten publiekelijk en via doodsbedreigingen en xenofobe berichten aan het kantoor van de islamitische ambtenaar, die in augustus 2001 poogde zijn functie op te nemen, weten dat alleen een inheems (en christelijk) persoon zijn positie zou mogen vervullen. Een Hausa-Fulanigroep verspreidde daarop folders met geweldsdreigementen tegen inheemse christenen. Politie en lokale overheid deden weinig om de situatie te de-escaleren.
De botsingen begonnen op 7 september 2001 toen een christelijke vrouw probeerde een straat over te steken waarop moslims even buiten de moskee aan het bidden waren tijdens het vrijdaggebed. De biddenden verzochten haar om hen heen te lopen of te wachten tot zij klaar waren met bidden, maar volgens ooggetuigen weigerde zij dat, hetgeen tot ruzie tussen hen leidde en al gauw omsloeg in gevechten tussen christenen en moslims. Een andere versie van het verhaal luidt dat een volledige groep christenen zich bij de moskee verzamelde als reactie op een vals gerucht dat een kerk in brand was gestoken.

## Rellen
Het gevecht (gevoerd met kapmessen en vuurwapens) verspreidde zich uiteindelijk naar andere delen van de stad, waar christenen en moslims spontaan slaags raakten; de deelstaatregering stelde vergeefs een uitgaansverbod in en de politie kon het bloedvergieten nauwelijks tegenhouden, waarop het leger moest ingrijpen. Het conflict was al verminderd toen het nieuws van de aanslagen op 11 september 2001 Jos bereikte, waarop de rellen in alle hevigheid werden hervat. De Nigeriaanse president Olusegun Obasanjo liet weten het geweld tussen moslims en christenen ernstig te betreuren: "Ik vraag me af wat voor soort moslims en christenen beginnen met kerken en moskeeën in brand te steken – plekken waar God wordt aanbeden? Echte gelovigen in God kunnen geen andere mensen beginnen te doden." Het geweld verspreidde zich naar de stad Kano, waar 2 kerken werden verwoest door moslimjongeren. Begin oktober werden ook in Kaduna (waar in 2000 al zware moslim-christenrellen woedden) volgens twee onafhankelijke kranten 3 kerken afgebrand; de Kadunese autoriteiten ontkenden echter dat er 3 kerken waren verwoest en beweerden dat slechts één kerk "om onbekende redenen door brand was beschadigd". De botsingen eindigden pas op 17 september 2001 door het ingrijpen van het leger en de strikt afgedwongen uitgaansverboden. Vanwege het grote aantal betrokken mensen die in de rellen werden gedood, moest er een massabegrafenis worden uitgevoerd, meldden mortuariummedewerkers van het Jos University Teaching Hospital en het Plateau State Specialist Hospital. Na 10 dagen van doodslag hadden de beruchte etno-religieuze rellen van Jos volgens rapporten ongeveer 1000 levens gekost. Bovendien werden veel huizen, moskeeën en kerken beschadigd, verwoest of afgebrand. Uitgebrande auto's bleven over in de straten na de onlusten tussen christenen en moslims. Bezittingen en zelfs mensen werden in brand gestoken. Drie grote ziekenhuizen suggereerden dat het officiële dodental van de overheid (913) wellicht met honderden naar boven diende te worden bijgesteld. Terwijl de rellen plaatsvonden in de vroege jaren 2000, waarin Nigeria nog een ontwikkelingsland was, werd vooral de kiosks getroffen door roof en brandstichting.

## Nasleep
Hoewel de rellen officieel na 10 dagen stopten, werden de spanningen slechts onderdrukt doordat de president de staat van beleg had afgekondigd. Er werden zo'n 300 mensen opgepakt, maar anno 2012 schijnt geen van hen te zijn vervolgd voor betrokkenheid bij de rellen. In 2008 en 2010 braken er in Jos opnieuw rellen uit, iedere keer erger dan de vorige. Omdat de rellen van 2001 echter de eerste waren, raakten ongeveer 220.000 burgers ontheemd, die vluchtten naar buurstaten en -steden die vredig waren. Bij de latere rellen waren de inwoners beter voorbereid en sloegen er minder op de vlucht.
Dergelijke religieuze conflicten komen vaak voor in Jos vanwege haar geografische ligging in Nigeria: het ligt in het overgangsgebied tussen het overwegend islamitische noorden en het overwegend christelijke zuiden. Jos stond bekend om haar hoge werkgelegenheid en banenkansen die veel immigranten aantrok vanuit allerlei streken in Nigeria. De constante rellen hebben de economie van de deelstaat echter grote schade toegebracht, hetgeen een van de vele oorzaken is van de voortdurende terugval van de Nigeriaanse economie als geheel. Het afbranden van gebouwen en hoge misdaadcijfers neigen de economie van de deelstaat stil te leggen doordat alle kantoren en bedrijven tijdens de rellen en een tijd daarna sluiten totdat de overheid bepaalt dat de inwoners zich weer veilig op straat kunnen wagen. Hoewel dit slechts drie keer in de afgelopen 13 jaar is voorgekomen, veroorzaakte dit 250.000 ontheemden op een bevolking van 3 miljoen, met alle economische gevolgen van dien.